# Comic Rex
Gekkan Comic REX (яп. 月刊コミックREX Гэккан комикку рэккусу, букв. «Ежемесячный журнал комиксов „REX“») — ежемесячный журнал манги для юношей (сёнэн), выходящий в издательстве Ichijinsha с декабря 2005 года. Содержит приключенческую мангу, фэнтези, комедии, моэ, мангу по мотивам компьютерных игр: Eden*, Etrian Odyssey II: Heroes of Lagaard, Tales of Legendia, The Idolmaster, Touhou Bogetsusho: Silent Sinner in Blue. Тираж журнала — 100 тыс. экземпляров.
У журнала есть два приложения — WAaI! и Chara☆Mel Febri (бывшее Chara☆Mel). Манга издаётся компанией Ichijinsha под импринтом Rex Comics (яп. REXコミックス).
В ноябре 2010 года журнал претерпел существенные изменения: был обновлён логотип, появилась новая манга, в коллектив авторов добавились такие известные личности, как автор Hellsing Кота Хирано и иллюстратор Afro Samurai Такаси Окадзаки.

## Манга

### В процессе выхода
- Eru-Eru Sister (える・えるシスター) (март 2008—)
- Kaii Ikasama Hakurantei (怪異いかさま博覧亭) (январь 2007—)
- Gakuen Tengoku Paradoxia (学園天国パラドキシア) (2005—)
- Kamiari (かみあり)
- Ganbare! Kieruna!! Shikiso Usuko-san (がんばれ!消えるな!!色素薄子さん) (февраль 2009—)
- Kanpachi (かんぱち) (апрель 2010—)
- Gyakushuu! Pappara-Tai (逆襲!パッパラ隊) (июль 1006—)
- Shirasunamura[яп.] (май 2005—)
- Soukai Kessen[яп.] (2005—)
- Soul Gadget Radiant (ソウル ガジェット ラディアント)
- Twinkle Saber Nova[яп.] (май 2004—)
- Tonnura-san (とんぬらさん) (март 2008—)
- Nenjuumukyuu Santa-san! (年中無休★サンタさん!) (август 2009—)
- Bokuraha Minna Ikiteiru (ぼくラはミンナ生きテイル!) (июль 2010—)
- eden*[англ.] (август 2009—)
- The Idolmaster SplashRed (アイドルマスター SplashRed) (сентябрь 2009—)
- The Idolmaster InnocentBlue (アイドルマスター InnocentBlue) (сентябрь 2009—)
- The Idolmaster NeueGreen (アイドルマスター NeueGreen) (сентябрь 2009—)
- Okiba ga Nai (置き場がない!) (май 2010—)
- Masamune-kun no Revenge (政宗くんのリベンジ) (Октябрь 2012—)
- Etrian Odyssey III: The Drowned City[англ.] (май 2010—)

## Приложения

### Chara☆Mel

Первый номер Chara☆Mel Febri.

Chara☆Mel (яп. キャラ☆メル кярамэру) — ежеквартальный журнал-приложение, в котором публиковалась информация о бисёдзё-персонажах аниме и видеоигр, а также короткие романы (лайт-новел). Первый номер вышел 25 июня 2007 года, а последний — в декабре 2009. Символом журнала был персонаж «Мэл», придуманный Косукэ Фудзисимой. Название журнала является игрой слов: оно состоит из «character» (с англ. — «персонаж») и «caramel» (с англ. — «карамель»). В июле 2010 года журнал был возрождён как Chara☆Mel Febri (яп. キャラ☆メル Febri). Выходит раз в два месяца.

### WAaI!
С апреля 2010 года публикуется ежеквартальное приложение WAaI! (яп. わぁい！ вааи). В нём публикуется информация об аниме, манге и играх, в которых мужские персонажи вынуждены скрываться в женском обличье, переодеваясь женщиной. В WAaI! публикуется Himitsu no Akuma-chan (ひみつの悪魔ちゃん) Эму, Onnanoko Tokidoki Otokonoko (女の子ときどき男のこ) Нотари Хинэмосу, Reversible! (リバーシバル！) Сю Сирасэ, Sazanami Cherry (漣漪上的櫻桃) Камиёси.